# Ofensiva cap a l'oest de la Rússia Soviètica de 1918-1919
L'ofensiva soviètica cap a l'oest de 1918-1919 va formar part de la campanya de la Rússia Soviètica cap a les àrees abandonades per les guarnicions de l'Ober Ost que es retiraven a Alemanya després de la derrota d'aquest país a la Primera Guerra Mundial. L'ofensiva inicialment reeixida contra la República d'Estònia va encendre la Guerra de la Independència d'Estònia, que va acabar amb el reconeixement soviètic d'Estònia. De manera similar, les campanyes contra la República de Letònia i la República de Lituània finalment van fracassar, donant lloc al Tractat de Pau Letó-Soviètic i al Tractat de Pau Lituà-Soviètic, respectivament. A Bielorússia, la República Popular Bielorussa va ser conquerida i es va proclamar la República Socialista Soviètica de Bielorússia.
La campanya finalment es va estancar, fet que va portar a l'Ofensiva de Pskov estoniana, les Ofensives de Petrograd de la Rússia Blanca, la Guerra lituano-soviètica, la Guerra de la Independència de Letònia i la continuació de la Guerra ucraïneso-soviètica.

## Objectius de guerra soviètics
El recentment format Exèrcit Roig estava augmentant en personal, i Vladímir Lenin podia reunir prou força per reemplaçar les forces de cobertura occidentals ("Западная завеса") en retirada per forces militars sòlides i recuperar les terres perdudes per Rússia el 1917 simplement seguint l'exèrcit alemany en retirada. En rebre notícies sobre la Revolució Alemanya, el 13 de novembre de 1918, el govern soviètic va anul·lar el Tractat de Brest-Litovsk i va donar ordres a l'Exèrcit Roig de moure's en direcció a Bielorússia, Ucraïna i els Estats bàltics per tal d'establir-hi governs soviètics. El recentment format (el 16 de novembre) Exèrcit Occidental es va moure la nit del 17 de novembre de 1918 cap al buit operacional creat per l'Exèrcit Imperial Alemany en retirada.

## Antecedents
Després de signar el Tractat de Brest-Litovsk, la Rússia bolxevic va perdre les terres europees que l'Imperi Rus havia annexionat als segles XVIII i XIX. La major part de l'actual Polònia, Bielorússia, Ucraïna i els Estats bàltics van ser concedides al govern de l'Imperi Alemany, que al seu torn va decidir concedir a aquests estats una independència limitada com a estat coixí. No obstant això, la derrota alemanya al Front Occidental i la dissolució interna d'Àustria-Hongria van fer que els plans per a la creació de Mitteleuropa quedessin obsolets.
Al novembre i el desembre, l'exèrcit alemany va iniciar una retirada cap a l'oest. Oficials desmoralitzats i soldats amotinats van abandonar les seves guarnicions en massa i van tornar a casa. Les àrees abandonades per les Potències Centrals es van convertir en un camp de conflicte entre governs titella locals creats per Alemanya com a part dels seus plans, governs nacionalistes locals que van sorgir després de la retirada de les forces alemanyes, Polònia i els bolxevics que volien incorporar aquestes àrees a la Rússia Soviètica. Es van formar governs nacionals bielorussos, estonians, letons, lituans, ucraïnesos i fins i tot cosacs. Les lluites internes de poder van impedir que cap dels governs de Bielorússia obtingués un poder durador. A Ucraïna, la situació era encara més complexa, amb un conflicte en curs entre els anarquistes de Nestor Makhno, els comunistes, el Moviment Blanc, diversos governs d'Ucraïna i el renaixent exèrcit polonès. Tota la regió abandonada per les forces alemanyes es va convertir en un gegantesc teatre de tots contra tots, on desenes de faccions competien pel poder.
Els bolxevics també estaven implementant una nova estratègia, "Revolució des de l'estranger" ("Революция извне" —literalment, "revolució des de fora"), basada en la suposició que les masses revolucionàries desitgen la revolució, però són incapaces de dur-la a terme sense l'ajuda de bolxevics més organitzats i avançats. Per tant, com va remarcar Lev Trotski, la revolució s'havia de "portar amb les baionetes" (de l'Exèrcit Roig), ja que "a través de Kíev passa la ruta directa per unir-se amb la revolució austrohongaresa, igual que a través de Pskov i Vílnius va el camí per unir-se amb la revolució alemanya. Ofensiva a tots els fronts! Ofensiva al front occidental, ofensiva al front sud, ofensiva a tots els fronts revolucionaris!". El concepte es va desenvolupar el 1918 però es va publicar oficialment amb aquest nom per primera vegada el 1920 (Wojennaja Mysl i Riewolucija, 3/1920, Mikhaïl Tukhatxevski).

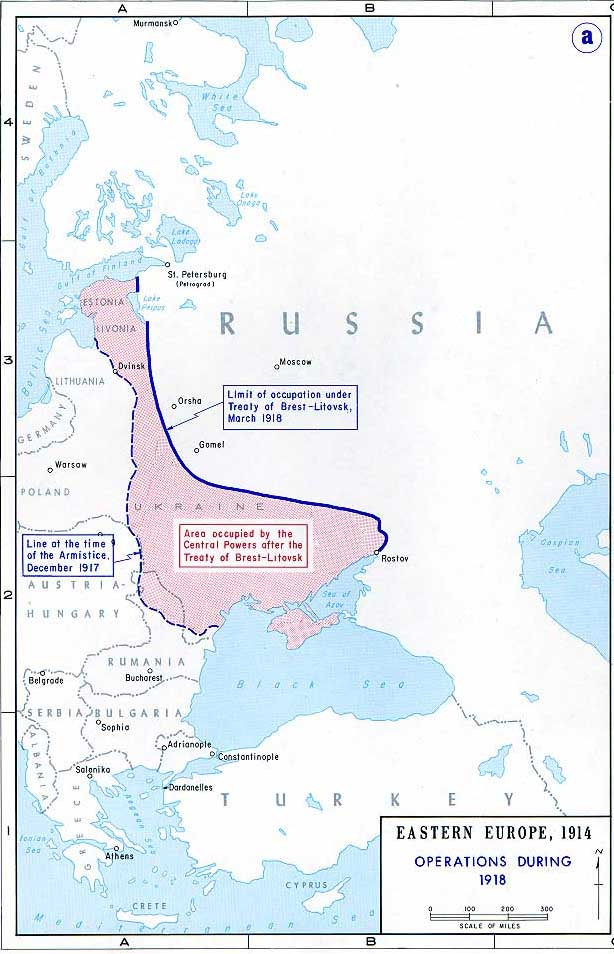
Territoris ocupats per Alemanya durant el 1918
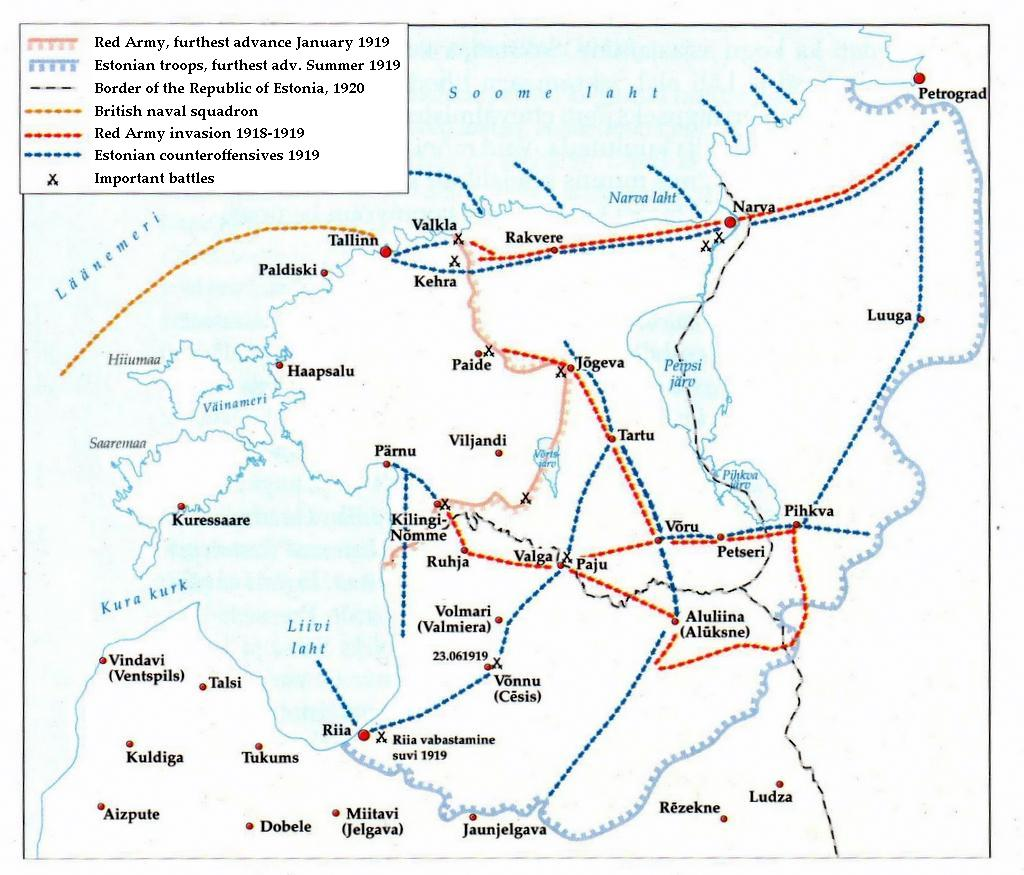
Operacions estonianes i soviètiques a Estònia i Letònia, 1918-19
Operacions soviètiques al sud-est d'Estònia, Letònia, Lituània i Bielorússia el 1918-19
Contraatacs estonians, letons, lituans i polonesos
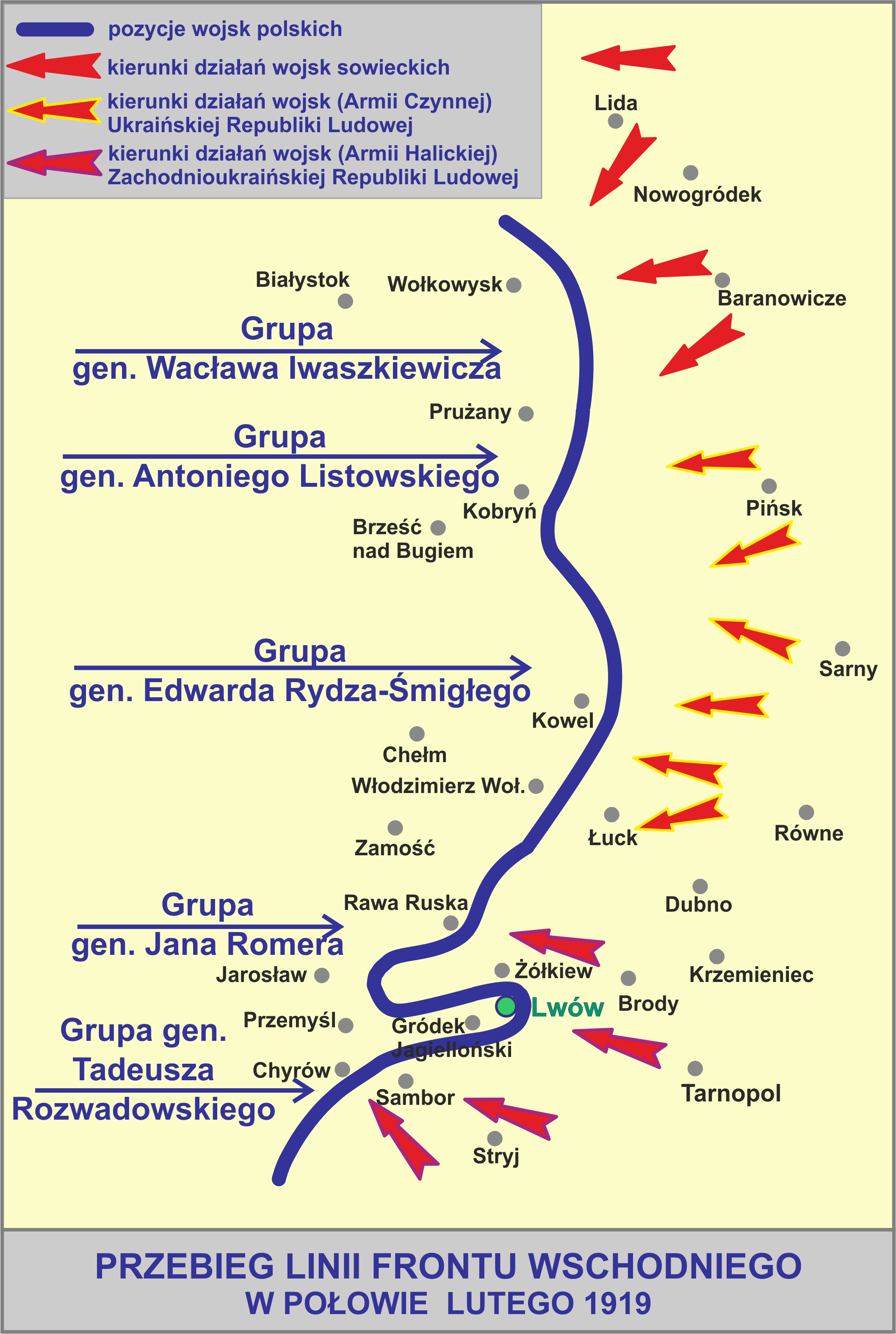
Front polonès-ucraïnès i front polonès-soviètic tal com es van formar el febrer de 1919

## Ofensives

### Direcció estoniana
Els destacaments de Gdov i Yamburg del 7è Exèrcit Roig van atacar el exèrcit alemany Infanterie-Regiment Nr. 405 que defensava la ciutat de Narva el 22 de novembre de 1918. La 6a Divisió Roja va capturar el nus ferroviari de Tapa als recentment formats 4t i 5è regiments de les Forces Terrestres d'Estònia el 24 de desembre i va avançar fins a 34 km (21 mi) de la capital Tallinn. El 29 de novembre a Narva, els bolxevics estonians dirigits per Jaan Anvelt van proclamar una república soviètica — la "Comuna del Poble Treballador d'Estònia". Al sud d'Estònia, el 49è Regiment de Fusellers Letons Roigs va prendre el nus ferroviari de Valga el 17 de desembre i la ciutat de Tartu el 24 de desembre. L'exèrcit estonià va aturar l'avanç del 7è Exèrcit Roig al llarg de tot el front entre el 2 i el 5 de gener de 1919. Dos dies després, les forces estonianes van iniciar la contraofensiva per expulsar completament les forces soviètiques d'Estònia. Una brigada de marina voluntària finlandesa va desembarcar a la rereguarda de la 6a Divisió Roja, i la 1a Divisió Estoniana va capturar Narva el 18 de gener.
Posteriorment, el front nord-est es va estabilitzar al llarg del riu Narva. Al sud d'Estònia, el comando estonià Batalló de Partisans de Tartumaa va expulsar els regiments de fusellers letons rojos de Valga a la Batalla de Paju el 31 de gener. El 7è Exèrcit Roig va ser temporalment forçat a sortir de les fronteres d'Estònia. El 16 de febrer, l'Exèrcit Roig va iniciar una contraofensiva per reconquerir Estònia. Les forces soviètiques, incloses unitats dels anomenats Fusellers Rojos Estonians, van capturar les àrees de Setomaa, Vastseliina i Räpina el 15 de març. La 2a Divisió Estoniana va contraatacar i va reconquerir Petseri el 28 de març. Un combat similar va tenir lloc entre l'exèrcit estonià i el Grup del Nord de l'Exèrcit Roig Letó al llarg del front Ainaži–Strenči–Alūksne estabilitzat al nord de Letònia. A les posicions al llarg del riu Narva, la 1a Divisió Estoniana va repel·lir els atacs del 7è Exèrcit Roig

### Direcció bielorussa
L'Exèrcit Roig va entrar a Polotsk el 21 de novembre, Drissa i Rahatxou el 22 de novembre, Jlobin el 24 de novembre, Babruisk el 28 de novembre, Barísau el 3 de desembre, Slutsk el 8 de desembre i Igumen el 9 de desembre. El 10 de desembre de 1918, l'Exèrcit Roig va entrar a Minsk gairebé sense oposició, posant fi a la curta vida de la República Popular Bielorussa. L'1 de gener de 1919, es va proclamar la República Socialista Soviètica de Bielorússia (RSSB) a Smolensk. El 8 de gener, el govern de la RSSB es va traslladar a Minsk. Al mateix temps, unitats d'autodefensa poloneses i bielorusses van sorgir a tot l'oest de Bielorússia. Mal equipades i compostes principalment per reclutes locals, estaven decidides a defensar les seves llars del que els diaris descrivien com una "amenaça roja". Grups bolxevics similars operaven al sector i es van produir una sèrie d'escaramusses. La lluita poloneso-soviètica per Vilna a la primera setmana de 1919 va ser un signe de què vindria, ja que la milícia polonesa es va veure obligada a retirar-se després que les primeres unitats organitzades de l'Exèrcit Occidental Soviètic entressin a la ciutat. En resposta, l'exèrcit polonès va començar a enviar unitats cap a l'est per ajudar les unitats d'autodefensa, mentre que els soviètics van fer el mateix però en la direcció oposada. Un conflicte obert semblava inevitable.
El 12 de gener, l'Alt Comandament Soviètic va ordenar un reconeixement profund cap al riu Neman. El 12 de febrer, aquesta ordre es va actualitzar per incloure el riu Bug. Aquell dia, Jukums Vācietis va ordenar al nou Comandament Occidental que dugués a terme un "reconeixement en profunditat" fins a Tilsit, Brest-Litovsk, Kòvel i Rivne. També va ordenar l'assegurament dels principals nusos ferroviaris, inclosos els de Vílnius, Lida, Baranovitxi i Luninets.
S'especula que entre els objectius dels bolxevics hi havia el de travessar l'Europa oriental i central i donar suport a les revolucions a Alemanya i a Àustria-Hongria. No obstant això, és poc probable que els soviètics realment esperessin arribar al Vístula. Les ordes militars estaven plenes de propaganda. L'objectiu principal de l'operació probablement era veure quant territori es podia agafar oportunistament en el caòtic flux governamental causat pels efectes secundaris de l'Europa oriental de postguerra abans que sorgissin autoritats governamentals independents serioses.
Finalment, els primers enfrontaments poloneso-soviètics van tenir lloc a mitjans de febrer, a la zona de les ciutats de Bereza Kartuska i Mosty, on els dos exèrcits es van enfrontar en una sèrie d'escaramusses. L'ofensiva soviètica es va aturar a finals de febrer i es va fer evident que s'havia establert una nova línia entre les forces poloneses i soviètiques. Tant l'ofensiva soviètica com el contraatac polonès van començar al mateix temps, cosa que va provocar que un nombre creixent de tropes fossin portades a la zona.

### Direcció romanesa
A principis de 1918, Bessaràbia, una antiga província russa, es va unir amb Romania després de dos mesos d'independència com a República Democràtica de Moldàvia. Els soviètics no van acceptar la unió i van intentar recuperar la regió per la força. No obstant això, tot es va reduir a diversos atacs esporàdics al llarg del Dnièster. Els russos també van atacar per donar suport a la Hongria Comunista, que tenia la seva pròpia guerra amb Romania. Això no va tenir èxit, ja que la regió va ser defensada amb èxit contra els atacs bolxevics.

## Conseqüències
Els exèrcits bàltic i romanès van demostrar ser oponents molt més capaços del que l'Exèrcit Roig havia suposat. L'Ofensiva de Pskov del Grup de Batalla de Petseri de l'Exèrcit Estonià va capturar Pskov el 25 de maig de 1919, va destruir les unitats de Fusellers Rojos Estonians en el procés i va expulsar totes les altres forces soviètiques del territori entre Estònia i el riu Velikaya. Els 7è i 15è exèrcits rojos van iniciar una contraofensiva a Íngria i al nord de Pskov el juliol de 1919, que va recuperar la major part dels territoris perduts de les regions de Petrograd i Pskov. Amb armes proporcionades per Gran Bretanya i França i suport operacional de l'Exèrcit Estonià i la Royal Navy, l'Exèrcit Blanc Rus Exèrcit del Nord-oest va iniciar l'Ofensiva Espasa Blanca el 28 de setembre de 1919 amb l'objectiu de capturar Petrograd. L'Exèrcit del Nord-oest es va acostar a 16 quilometres (10 mi) de la ciutat, però el 7è Exèrcit Roig va repel·lir les tropes blanques russes, obligant-les a retrocedir cap a Estònia.
Arran de l'avanç soviètic cap a l'oest i de l'avanç polonès cap a l'est a través de Bielorússia, s'havia format una nova línia entre la recentment creada República Socialista Soviètica de Bielorússia i la República de Polònia. Exèrcits d'ambdós bàndols es van enfrontar regularment en enfrontaments locals malgrat les relacions encara pacífiques entre Polònia i els soviètics. Aquests enfrontaments van marcar un preludi de la guerra poloneso-soviètica que va començar l'abril del mateix any amb l'Ofensiva polonesa de Vílnius.

## Historiografia
Norman Davies va realitzar una anàlisi històrica exhaustiva de la campanya contra Polònia al seu llibre White Eagle, Red Star (1972). Davies va esmentar el nom en clau d'aquesta ofensiva: "Objectiu Vístula"; tanmateix, no s'utilitza habitualment en la historiografia. Davies al seu llibre afirma que "Objectiu Vístula" ("Цель – Висла" o similar) era el nom en clau soviètic de l'ofensiva. Aquest terme, però, és majoritàriament absent en la historiografia polonesa i soviètica del període. En aquesta associació, es pot notar el títol "Una expedició més enllà del Vístula" ("Поход за Вислу") de les memòries de Tukhatxevski sobre la seva campanya polonesa. Altres traduccions de l'ofensiva inclouen Operació Vístula (del polonès Operacja Wisła). Si us plau, tingueu en compte que el terme "Operació Vístula" es refereix habitualment a un esdeveniment totalment diferent.